# 汾城镇建国初期商业建筑群
汾城镇建国初期商业建筑群位于山西省临汾市襄汾县汾城镇镇中心，包括汾城药材公司旧址、汾城五金交电化工零售部旧址、汾城生产资料公司旧址、汾城供销合作社旧址、襄汾县百货公司旧址，建于中华人民共和国建国初期。2015年1月4日，汾城镇建国初期商业建筑群公布为第二批临汾市文物保护单位。